# 永遠の詩 (狂熱のライヴ)
『永遠の詩（狂熱のライヴ）』（とわのうた きょうねつのライヴ、英語: The Song Remains the Same）は、イギリスのロックバンド、レッド・ツェッペリンのコンサート映画『レッド・ツェッペリン狂熱のライヴ』のサウンドトラック。1976年10月22日発売。プロデューサーはジミー・ペイジ。レコーディング・エンジニアはエディ・クレイマー。

## 解説
1973年7月27日から29日にかけて、ニューヨークのマディソン・スクエア・ガーデンで録音され、エレクトリック・レディ・スタジオ（ニューヨーク）およびトライデント・スタジオ（ロンドン）でミックス・ダウンされた。このアルバム収録曲は3日間の各テイクを活用して緻密な編集が行なわれているが、オーバー・ダビングはほとんど行なわれていないことが判明している。ペイジは、本作に関して「（演奏自体は）全く編集していない」と語っているが、実際には別の日の演奏が繋ぎ合わされているものがある。収録曲のうち、「祭典の日」のみ映画では使用されていないが、反対に映画で使用された「ブラック・ドッグ」、「貴方を愛しつづけて」、「ハートブレイカー」は本作には収録されていない。
アートワークは前作『プレゼンス』に引き続きヒプノシスが手がけた。装丁は黒を基調とした見開きジャケット。表側には、廃屋となった映画館で、ツェッペリンが1973年のツアーに備えてリハーサルを行なったオールド・ストリート・スタジオが描かれている。また、主に映画のスチル写真を載せた8ページのブックレットが添付されている。
本作はジャケットにも明記されている通りサウンドトラック盤として扱われているが、一見して明らかな通り演奏曲目、演奏順序などは映画と一致しておらず、また映画とアルバムとで別のテイクが使われている曲も多い。そのため性格的にはツェッペリンの公式ライブ・アルバムという趣が強い。年月を経てデフォルメされ、スタジオ録音とは違った感触になった楽曲、さらにかなりキーの下がったロバート・プラントのボーカルなどにショックを受けたファンも多く、海賊盤ではない正規のライブ盤を待ち望んでいたファンにとっては不満の残る内容となった。ペイジは本作について「これはあくまでサントラだ。単にこういうものとして商品化する必要があったんだ」と語っているが、収録された内容については「僕等の演奏としてベストのものじゃない。だけど映画として唯一残ったものだからね」と決して納得していないことも打ち明けている。しかし、それでも1997年の『BBCライヴ』がリリースされるまで、本作はツェッペリンの唯一の公式ライブ・アルバムであり続けた。
本作はアメリカのアルバム・チャートでは最高2位、イギリスでは首位を獲得している。アメリカでの本作のセールスは、この直前にリリースされたアルバム『プレゼンス』よりも上回っている。

## リイシュー
2007年、未発表であった曲を追加収録し、さらに再編集、リミキシングとリマスターを施したリイシュー盤（日本版では『最強盤』とタイトルが追加されている）がリリースされた。ただし、追加収録された曲の中には2003年発売の『レッド・ツェッペリン DVD』ですでに発表済みのものもあり、それらの楽曲については同DVDの音源が流用されている。また、本作と同時に未発表映像を追加した映画版のDVDおよびブルーレイも発売された。『最強盤』発売以降については、リマスター時には『最強版』の形態の方で基本的に行われている。

## 収録曲

### オリジナル盤
- A面

1. ロックン・ロール - Rock and Roll
2. 祭典の日 - Celebration Day
3. 永遠の詩 - The Song Remains the Same
4. レイン・ソング - The Rain Song

- B面

1. 幻惑されて - Dazed And Confused

- C面

1. ノー・クォーター - No Quarter
2. 天国への階段 - Stairway to Heaven

- D面

1. モビー・ディック - Moby Dick
2. 胸いっぱいの愛を - Whole Lotta Love

### 2007年盤
- ディスク1

1. ロックン・ロール - Rock and Roll
2. 祭典の日 - Celebration Day
3. ブラック・ドッグ - Black Dog
4. 丘のむこうに - Over the Hills and Far Away
5. ミスティ・マウンテン・ホップ - Misty Mountain Hop
6. 貴方を愛しつづけて - Since I've Been Loving You
7. ノー・クォーター - No Quarter
8. 永遠の詩 - The Song Remains the Same
9. レイン・ソング - The Rain Song
10. オーシャン - The Ocean

- ディスク2

1. 幻惑されて - Dazed and Confused
2. 天国への階段 - Stairway to Heaven
3. モビー・ディック - Moby Dick
4. ハートブレイカー - Heartbreaker
5. 胸いっぱいの愛を - Whole Lotta Love